# Христо Лекарски (кмет)
Христо Иванов Лекарски е опълченец-поборник, български политик и общественик.

## Биография
Роден е през 1851 година в Кюстендил. Произхожда от видния кюстендилски род Лекарски – син на възрожденския лекар Иван Лекарски, брат на Васил Лекарски и Константин Лекарски, внук на Христо Лекарски. Завършва българско училище в Кюстендил. Заедно с брат си Константин заминава да учи в гр. Писек, Чехия. След завършване на гимназиалното си образование заминава за Женева, където става студент по медицина.
При обявяване на Сръбско-турската война през 1876 г. заедно с други българи студенти напуска университета и се отправя за Сърбия, където се записва доброволец. След войната се завръща обратно в Женева, за да продължи образованието си. Започналата през пролетта на 1877 г. Руско-турска война отново му попречва да завърши образованието си. Христо Лекарски постъпва в Българското опълчение.
След Освобождението се завръща в Кюстендил и е назначен за секретар на Кюстендилския окръжен съдебен съвет. Тази длъжност изпълнява от април 1878 г. до края на октомври 1878 г., след което става учител във възобновеното след войната Класно училище в Кюстендил. Учителства до септември 1880 г.
През октомври 1880 г. е избран за кмет на Кюстендил. След установяване на режима на пълномощията (1881 – 1883), оглавяван от княз Александър I Батенберг, в страната са проведени нови избори и мандатът му е прекратен на 25 октомври 1881 г. Започва работа като съдебен пристав и секретар на прокуратурата в Кюстендил. В изборите през 1884 г. е избран за втори път за кмет на града. Оправдал доверието на гражданите, той е преизбран за кмет още 2 пъти и заема кметската длъжност общо 3 последователни мандата – от 29 ноември 1884 до 13 октомври 1893 г. Неговото управление съвпада с крупни промени в Кюстендилско – аграрна реформа, оформяне на едрите чифлици, напускане на турското население, прииждане на българи от Македония, които се устройват в града с помощта на общината, развитие на местната икономика, остри политически борби между консерватори и либерали, Съединението и Сръбско-българската война. Член е на управляващата през 1887 – 1894 г. Народнолиберална партия на Стефан Стамболов.
Като дългогодишен кмет на Кюстендил оставя име на предан на дълга и службата си човек, бранещ до крайност интересите на общината. По време на неговото кметуване се провеждат редица благоустройствени и санитарни мероприятия: приема се градски план по направата на главната „Александровска“ улица, в източната ѝ част; покриват се окончателно с големи каменни плочи всички открити дотогава канали; за поддържане на здравното състояне на града се предвижда за пръв път по бюджета на общината длъжността градски лекар; общината построява (1889 – 1893) голямото училищно здание, в което дълги години се помещава Кюстендилското педагогическо училище; построява се училището „Даскал Димитри“; поставя се началото на залесяването на хълма „Хисарлъка“ и мн.др.
През 1899 г. Христо Лекарски е назначен за акцизен началник в Кюстендил, през 1901 г. е преместен във Враца. След идването на власт на второто стамболовистко правителство през май 1903 г. отново е върнат в Кюстендил на същата длъжност. Умира на 5 април 1907 г.